# NGC 2169
NGC 2169 (również OCL 481) – gromada otwarta znajdująca się w gwiazdozbiorze Oriona. Odkrył ją William Herschel 15 października 1784 roku, być może wcześniej obserwował ją Giovanni Batista Hodierna przed 1654 rokiem. Jest położona w odległości ok. 3,4 tys. lat świetlnych od Słońca. Z uwagi na swój wyraźny asteryzm, nazywana jest również „Gromadą 37”.